# Minnie Pwerle
Minnie Pwerle (également connue sous le nom de Minnie Purla ou Minnie Motorcar Apwerl), née vers 1920 et morte le 18 mars 2006, est une artiste aborigène australienne. Elle est originaire d'Utopia Station (en), une communauté du Territoire du Nord, à environ 300 km au nord d'Alice Springs.
Minnie commence à peindre en 2000, et ses peintures sont rapidement devenues recherchées par les amateurs d'œuvres d'art contemporain aborigène australien. Jusqu'à sa mort en 2006, ses œuvres ont été exposées à travers l'Australie et accueillies dans les principales galeries australiennes, comme la Galerie d'Art de Nouvelle-Galles du Sud, la Galerie nationale du Victoria et la Galerie d'art du Queensland. Devenue célèbre, elle subit la pression de personnes désireuses d'acquérir ses œuvres. Elle aurait été « kidnappée » par des gens souhaitant qu'elle peigne pour eux. Ses travaux sont souvent comparés à ceux de sa belle-sœur Emily Kame Kngwarreye, également originaire de Sandover et qui a appris la peinture acrylique en fin de vie. La fille de Minnie, Barbara Weir, est une artiste connue pour son propre travail.

## Biographie
Minnie Pwerle est née au début du XXe siècle, entre 1910 et 1920, près d'Utopia (en), dans le Territoire du Nord, à 300 kilomètres au nord-est d'Alice Springs. Utopia était une station d'élevage qui a été rendue aux aborigènes à la fin des années 1970. Elle fait partie d'une région plus vaste connue sous le nom de Sandover, qui comprend une vingtaine de stations autochtones (en) et est centrée sur la rivière Sandover. Minnie Pwerle  est l'une des propriétaires traditionnels de la station d'Utopia reconnus dans la revendication territoriale autochtone de 1980 sur la propriété ; son pays était connu sous le nom d'Atnwengerrp.

### Nom
Pwerle (en langue anmatyerr) ou Apwerle (en langue alyawarr (en)) est un nom de parenté chez les Aborigènes d'Australie, l'un des 16 utilisés pour désigner les sous-sections ou les sous-groupes du système de parenté des populations indigènes du centre de l'Australie. Ces noms définissent des relations de parenté qui influencent les partenaires de mariage préférés et peuvent être associés à des totems particuliers. Bien qu'ils puissent être utilisés comme termes d'adresse, ce ne sont pas des noms de famille au sens où l'entendent les Européens,. Ainsi, « Minnie » est l'élément du nom de l'artiste qui lui est propre.

### Date de naissance
Les estimations de la date de naissance de Minnie varient considérablement. La National Gallery of Victoria l'estime à environ 1915. L'étude biographique de Birnberg sur les artistes indigènes du centre de l'Australie donne une date de naissance d'environ 1920. La nouvelle encyclopédie McCulloch's Encyclopedia of Australian Art suggère environ 1922. L'essai biographique d'Elizabeth Fortescue dans Art of Utopia donne une fourchette comprise entre 1910 et 1920. L'incertitude vient du fait que les Aborigènes estiment souvent leur date de naissance en la comparant à d'autres événements, en particulier pour ceux qui sont nés avant le contact avec les Australiens européens. Minnie est l'une des six enfants de la famille et a trois sœurs : Molly, née vers 1920, Emily, née vers 1922, et Galya, née dans les années 1930. Elle appartient aux groupes linguistiques aborigènes Anmatyerre et Alyawarre,.

### Parentèle
Vers 1945, Minnie a eu une liaison avec un homme marié, Jack Weir, décrit par une source comme le propriétaire d'une station pastorale, par une autre comme « un Australien irlandais propriétaire d'une exploitation bovine appelée Bundy River Station », et par une autre comme un éleveur irlandais. Une relation telle que celle entre Minnie et Weir était illégale, et les deux ont été emprisonnées ; Weir est mort peu après sa libération. Minnie a un enfant de leur liaison, en partie élevé par la belle-sœur de Minnie, l'artiste Emily Kame Kngwarreye,. Cette enfant est devenue la célèbre artiste aborigène Barbara Weir. Cette dernière fait partie des générations volées. À l'âge de neuf ans environ, elle est enlevée de force à sa famille, qui pensait qu'elle avait été tuée. La famille est réunie à la fin des années 1960, mais Barbara ne noue pas de liens étroits avec Minnie. Barbara épouse Mervyn Torres et, en 2000, elle a six enfants et treize petits-enfants,,.
Minnie a six autres enfants avec son mari « Motorcar » Jim Ngala, dont Aileen, Betty, Raymond et Dora Mpetyane, ainsi que deux autres enfants morts en 2010. Parmi ses petits-enfants, on compte Fred Torres, qui fonde la galerie d'art privée DACOU en 1993, et l'artiste Teresa Purla (ou Pwerle).

### Débuts dans la peinture
Minnie commence à peindre fin 1999 ou en 2000, alors qu'elle a presque 80 ans. Lorsqu'on lui a demandé pourquoi elle n'avait pas commencé plus tôt (des peintures et des batiks sont produits à Utopia depuis plus de 20 ans), sa fille Barbara Weir a rapporté que Minnie avait répondu que « personne ne le lui avait demandé ». Dans les années 2000, elle aurait vécu à Alparra, la plus grande des communautés d'Utopia, ou à Urultja (également Irrultja, toujours dans la région de Sandover). Vive et extravertie, même octogénaire, elle peut distancer des femmes plus jeunes qui courent après des goannas pour trouver de la nourriture. Elle continue à créer des œuvres d'art jusqu'à deux jours avant sa mort, le 18 mars 2006,,. Toutes ses sœurs lui ont survécu, à l'exception de Maggie Pwerle, mère des artistes Gloria et Kathleen Petyarre (ou Pitjara).

## Carrière artistique
Dans les années 1970 et 1980, Utopia se fait connaître pour la conception et la production de batiks. En 1981, 50 artistes créent des œuvres en batik à Utopia. 88 artistes participent à un grand projet de conception soutenu par la Central Australian Aboriginal Media Association (en). Bien que plusieurs sources indiquent que l'activité artistique à Utopia commence par le batik et ne passe que plus tard à la peinture, elles ne précisent pas si Minnie est ou non une artiste textile avant de prendre le pinceau. La brève biographie de la National Gallery of Victoria suggère qu'elle n'a pas participé à la fabrication du batik, mais qu'elle connaissait l'existence du projet.
Lorsque Minnie décide de se mettre à peindre en 2000, alors qu'elle attend que sa fille Barbara termine une toile dans un atelier d'Adélaïde, l'accueil est immédiatement positif : elle réalise sa première exposition personnelle la même année à la Flinders Lane Gallery de Melbourne. Elle est sélectionnée en 2002 pour participer au National Aboriginal and Torres Strait Islander Art Award et l'une de ses œuvres, Awelye Atnwengerrp, est exposée lors de l'édition 2003, dans laquelle son nom est mentionné comme étant Minnie Motorcar Apwerl (Pwerle). Le prix demandé par l'artiste pour ce tableau, 44 000 dollars australiens, était le deuxième le plus élevé de l'exposition et le plus élevé pour un artiste des déserts central et occidental. Son tableau Awelye Atnwengerrp 2 est exposé lors du concours de 2005. Elle est désignée par l'Australian Art Collector (en) comme l'une des 50 artistes australiennes à collectionner en 2004.
Les œuvres de Minnie font l'objet de nombreuses expositions collectives et individuelles dans des galeries privées entre 2000 et 2006. Il y a eu notamment des expositions à la Japinka Gallery en Australie occidentale en 2003 et 2005, à la Dacou Gallery d'Adélaïde en 2000 et 2002, à la Gallery Savah de Sydney entre 2000 et 2002 ainsi qu'en 2006, et à la Flinders Lane Gallery de Melbourne en 2000, 2004 et 2006, cette dernière étant une exposition conjointe avec ses trois sœurs, qui sont toutes des artistes à part entière également,.
Le professeur Vivien Johnson (en), spécialiste de l'art du désert, a noté que Minnie était l'une des artistes d'Utopia dont le style était « radicalement différent [de celui] de toutes les autres communautés de peintres du désert occidental - et qui a connu un succès étonnant sur le marché ». Sa comparse la plus célèbre est Emily Kngwarreye, dont le tableau Earth's Creation (en) s'est vendu en 2007 pour plus d'un million de dollars, établissant un record de prix pour un tableau d'une artiste australienne aborigène. Contrairement à Minnie, Emily avait participé activement aux débuts du mouvement batik à Utopia.

### Exploitation
Minnie (comme Emily Kngwarrey) a souvent été soumise à des pressions considérables pour produire des œuvres. Elle aurait été « kidnappée » par des personnes désireuses d'acquérir ses œuvres. L'expérience de Minnie reflète les problèmes plus généraux du secteur concernant les artistes, qui sont souvent plus âgées, ont un niveau d'éducation ou une maîtrise de l'anglais limités, et sont confrontées à une grande pauvreté, tant pour elles-mêmes que pour leur famille. Outre les pressions exercées par d'autres pour qu'elles peignent, les médias ont rapporté que certains des nombreux tableaux vendus sous le nom de Minnie n'avaient pas été créés par elle,.

## Style de peinture
Le style de Minnie est spontané et se caractérise par des couleurs « audacieuses » et « vibrantes » exécutées avec une grande liberté,. Ses œuvres, telles que Anunapa, Akali, conservée à la National Gallery of Victoria, ont été réalisées à la peinture acrylique sur toile. Comme pour d'autres artistes contemporains des déserts central et occidental, ses peintures comprennent des représentations d'histoires ou de caractéristiques dont elle est responsable au sein de sa famille ou de son clan, telles que le rêve Awelye Atnwengerrp (ou Rêve des femmes). Jenny Green, spécialiste de l'art indigène, estime que l'œuvre de Minnie s'inscrit dans la tradition de l'Action painting établie par Emily Kngwarreye, qui contraste avec l'utilisation de motifs traditionnels reconnaissables - tels que les traces d'animaux - dans les œuvres des artistes du désert occidental. Michael Eather, artiste et galeriste de Brisbane, a comparé son œuvre non seulement à celle d'Emily, mais aussi à celle de l'artiste impressionniste abstrait australien Tony Tuckson (en).
Les peintures de Minnie comprennent deux thèmes principaux. Le premier est constitué de lignes parallèles et fluides dans un contour pendulaire, représentant les peintures corporelles utilisées dans les cérémonies rituelles féminines, ou awelye,. Le second thème comprend des formes circulaires, utilisées pour symboliser la tomate du bush (en) (Solanum chippendalei), le melon de brousse et l'orange sauvage du Nord (Capparis umbonata), parmi un certain nombre de formes d'aliments de brousse représentées dans ses œuvres,. Ensemble, ces motifs ont été caractérisés par un critique comme « des lignes et des cercles larges et luminescents ».
Les œuvres de Minnie ont rapidement rejoint de grandes collections publiques telles que l'Art Gallery of NSW, l'Art Gallery of South Australia, la National Gallery of Victoria et la Queensland Art Gallery, ainsi qu'une exposition de peintures indigènes australiennes au Metropolitan Museum of Art de New York en 2009. Ses œuvres ont ensuite servi de base à une série de tapis de créateurs et, avec des peintures de ses sœurs, ont illustré la couverture du livre du critique d'art Benjamin Genocchio, Dollar Dreaming. Décrites par le marchand d'art Hank Ebes comme les œuvres d'un « génie », les peintures de Minnie se vendaient généralement 5 000 dollars en 2005 ; le prix le plus élevé atteint sur le marché secondaire à l'époque était de 43 000 dollars.